# Tommy Tägtgren
Alf Tommy Tägtgren (* 3. September 1965 in Schweden) ist ein schwedischer Metalproduzent, der auch als Tontechniker und Abmischer tätig ist. Die größte Bekanntheit erlangte er als Produzent der Power-Metal-Band Sabaton in ihrer Frühphase.

## Leben
Tommy Tägtgren ist der fünf Jahre ältere Bruder Peter Tägtgrens, der ebenfalls Metalproduzent und -musiker ist und dessen Abyss Studio Tommy mit nutzt. 1999 produzierte Tommy das Album The Apocalypse Manifesto von Enthroned, an dem auch Peter als Tontechniker beteiligt war. Seitdem waren sie an vielen Alben gemeinsam beteiligt. Sabaton, die Tommy bis 2010 produzierte, lässt seine Alben seit dem Album Carolus Rex von Peter produzieren.

## Diskografieauswahl
Für Kompilationen siehe die Artikel zu den jeweiligen Bands.
Mit Hypocrisy
- 1999: Hypocrisy (Tontechnik)
- 2001: Nuclear Blast Festival (Split, Abmischung)
- 2011: Eraser (Single, Abmischung)
- 2011: Hell over Sofia – 20 Years of Chaos and Confusion (Video, Abmischung)

Mit The Forsaken
- 1999: Reaper-99 (Demo, Tontechnik)
- 2001: Manifest of Hate (Produktion, Tontechnik)
- 2002: Arts of Desolation (Produktion, Tontechnik)
- 2003: Traces of the Past (Produktion, Tontechnik)

Mit Setherial
- 1999: Hell Eternal (Abmischung, Produktion, Tontechnik)
- 2003: Endtime Divine (Produktion, Abmischung)
- 2006: Death Triumphant (Tontechnik)

Mit ...And Oceans
- 2001: A.M.G.O.D. (Aufnahme)
- 2002: Cypher (Produktion)

Mit Deceiver
- 2004: Deceiver (EP, Aufnahme)
- 2005: Riding with the Reaper (Aufnahme)
- 2008: Thrashing Heavy Metal (Aufnahme)

Mit Ocean Chief
- 2004: Tor (Aufnahme, Abmischung)
- 2013: Sten (Aufnahme)

Mit Chainwreck
- 2005: This Act of Anger (Demo, Aufnahme)
- 2006: Chainwreck (Aufnahme)

Mit Sabaton
- 2005: Primo Victoria (Tontechnik, Produktion, Abmischung)
- 2006: Attero Dominatus (Produktion)
- 2007: Metalizer (Aufnahme, Abmischung)
- 2008: The Art of War (Produktion, Aufnahme, Abmischung)
- 2010: Coat of Arms (Produktion)

Weitere
- 1999: Carpe Tenebrum – Mirrored Hate Painting (Abmischung)
- 1999: Enthroned – The Apocalypse Manifesto (Produktion, Abmischung, Tontechnik)
- 2000: Dark Funeral – Teach Children to Worship Satan (EP, Produktion, Tontechnik, Abmischung)
- 2001: Celebratum – Mirrored Revelation (Produktion)